# Joel Stebbins
Joel Stebbins (Omaha, 30 luglio 1878 – Palo Alto, 16 marzo 1966) è stato un astronomo statunitense, pioniere della fotometria fotoelettrica applicata all'astronomia.
Conseguito il dottorato all'Università della California, è stato direttore dell'Università dell'Illinois all'Urbana-Champaign dal 1903 al 1922.

## Onorificenze
- Rumford Prize dell'American Academy of Arts and Sciences (1913)
- Henry Draper Medal dell'United States National Academy of Sciences (1915)
- Bruce Medal dell'Astronomical Society of the Pacific (1941)
- Gold Medal of the Royal Astronomical Society (1950)
- Henry Norris Russell Lectureship dell'American Astronomical Society (1956)